# Najas testui
Najas testui är en dybladsväxtart som beskrevs av Alfred Barton Rendle. Najas testui ingår i släktet najasar, och familjen dybladsväxter. IUCN kategoriserar arten globalt som livskraftig. Inga underarter finns listade.